# Syrrhopodon curticancellinatus
Syrrhopodon curticancellinatus är en bladmossart som beskrevs av Norris, W. D. Reese och T. Koponen 1988. Syrrhopodon curticancellinatus ingår i släktet Syrrhopodon och familjen Calymperaceae. Inga underarter finns listade i Catalogue of Life.